# Damernas K-4 500 meter i kanotsport vid olympiska sommarspelen 2020
Damernas K-4 500 meter vid olympiska sommarspelen 2020 hölls mellan 6 och 7 augusti 2021 på Sea Forest Waterway i Tokyo.
Det var 10:e gången grenen fanns med vid sommar-OS och den har funnits med vid varje upplaga sedan 1984. Grenen är en tävling i fyrmanskajak (K4) på en distans över 500 meter.

## Lagmedlemmar
| Nr | Namn                                                                                | Land        |
| -- | ----------------------------------------------------------------------------------- | ----------- |
| 1  | Jaime Roberts - Jo Brigden-Jones - Shannon Reynolds - Catherine McArthur            | Australien  |
| 2  | Marharyta Machnjeva - Nadzeja Papok - Volha Chudzenka - Maryna Litvintjuk           | Belarus     |
| 3  | Andréanne Langlois - Michelle Russell - Alanna Bray-Lougheed - Madeline Schmidt     | Kanada      |
| 4  | Li Dongyin - Zhou Yu - Ma Qing - Wang Nan                                           | Kina        |
| 5  | Emma Jørgensen - Julie Funch - Sara Milthers - Bolette Nyvang Iversen               | Danmark     |
| 6  | Manon Hostens - Vanina Paoletti - Sarah Guyot - Léa Jamelot                         | Frankrike   |
| 7  | Sabrina Hering-Pradler - Melanie Gebhardt - Jule Hake - Tina Dietze                 | Tyskland    |
| 8  | Danuta Kozák - Tamara Csipes - Anna Kárász - Dóra Bodonyi                           | Ungern      |
| 9  | Lisa Carrington - Alicia Hoskin - Caitlin Regal - Teneale Hatton                    | Nya Zeeland |
| 10 | Karolina Naja - Anna Puławska - Justyna Iskrzycka - Helena Wiśniewska               | Polen       |
| 11 | Natalia Podolskaja - Anastasiia Dolgova - Kira Stepanova - Svetlana Chernigovskaya  | ROC         |
| 12 | Mariia Kichasova-Skoryk - Liudmyla Kuklinovska - Anastasiia Todorova - Mariya Povkh | Ukraina     |

## Resultat

### Försöksheat
De två högst placerade gick direkt vidare till semifinal medan övriga gick till kvartsfinal.
| Placering | Bana | Land        | Tid      | Noteringar |
| --------- | ---- | ----------- | -------- | ---------- |
| 1         | 4    | Ungern      | 1.33,335 | SF         |
| 2         | 2    | Nya Zeeland | 1.33,959 | SF         |
| 3         | 5    | Belarus     | 1.34,785 | QF         |
| 4         | 7    | Kanada      | 1.38,971 | QF         |
| 5         | 3    | Frankrike   | 1.39,032 | QF         |
| 6         | 6    | Ukraina     | 1.39,224 | QF         |

| Placering | Bana | Land       | Tid      | Noteringar |
| --------- | ---- | ---------- | -------- | ---------- |
| 1         | 3    | Polen      | 1.33,468 | SF         |
| 2         | 4    | Tyskland   | 1.34,681 | SF         |
| 3         | 6    | Kina       | 1.36,249 | QF         |
| 4         | 1    | Australien | 1.37,407 | QF         |
| 5         | 2    | Danmark    | 1.38,453 | QF         |
| 6         | 5    | ROC        | 1.39,166 | QF         |

### Kvartsfinal
De sex högst placerade gick vidare till semifinal medan övriga gick till B-finalen.

| Placering | Bana | Land       | Tid      | Noteringar |
| --------- | ---- | ---------- | -------- | ---------- |
| 1         | 5    | Belarus    | 1.35,534 | SF         |
| 2         | 4    | Kina       | 1.36,379 | SF         |
| 3         | 1    | Ukraina    | 1.36,948 | SF         |
| 4         | 7    | Frankrike  | 1.37,138 | SF         |
| 5         | 6    | Australien | 1.37,601 | SF         |
| 6         | 2    | Danmark    | 1.37,682 | SF         |
| 7         | 8    | ROC        | 1.38,372 | FB         |
| 8         | 3    | Kanada     | 1.38,537 | FB         |

### Semifinaler
De fyra högst placerade gick vidare till A-finalen medan övriga gick till B-finalen.
| Placering | Bana | Land       | Tid      | Noteringar |
| --------- | ---- | ---------- | -------- | ---------- |
| 1         | 5    | Ungern     | 1.36,529 | FA         |
| 2         | 3    | Belarus    | 1.36,672 | FA         |
| 3         | 4    | Tyskland   | 1.36,737 | FA         |
| 4         | 2    | Australien | 1.38,170 | FA         |
| 5         | 6    | Frankrike  | 1.38,202 | FB         |

| Placering | Bana | Land        | Tid      | Noteringar |
| --------- | ---- | ----------- | -------- | ---------- |
| 1         | 5    | Polen       | 1.36,078 | FA         |
| 2         | 4    | Nya Zeeland | 1.36,293 | FA         |
| 3         | 3    | Kina        | 1.36,697 | FA         |
| 4         | 2    | Danmark     | 1.37,386 | FA         |
| 5         | 6    | Ukraina     | 1.38,489 | FB         |

### Finaler
| Placering | Bana | Land        | Tid      | Noteringar |
| --------- | ---- | ----------- | -------- | ---------- |
| 1         | 5    | Ungern      | 1.35,463 |            |
| 2         | 3    | Belarus     | 1.36,073 |            |
| 3         | 4    | Polen       | 1.36,445 |            |
| 4         | 6    | Nya Zeeland | 1.37,168 |            |
| 5         | 7    | Tyskland    | 1.37,243 |            |
| 6         | 2    | Kina        | 1.38,121 |            |
| 7         | 1    | Australien  | 1.39,797 |            |
| 8         | 8    | Danmark     | 1.41,141 |            |

| Placering | Bana | Land      | Tid      | Noteringar |
| --------- | ---- | --------- | -------- | ---------- |
| 9         | 5    | Frankrike | 1.38,346 |            |
| 10        | 4    | Ukraina   | 1.39,276 |            |
| 11        | 6    | Kanada    | 1.39,946 |            |
| 12        | 3    | ROC       | 1.40,951 |            |